# Lírica griega

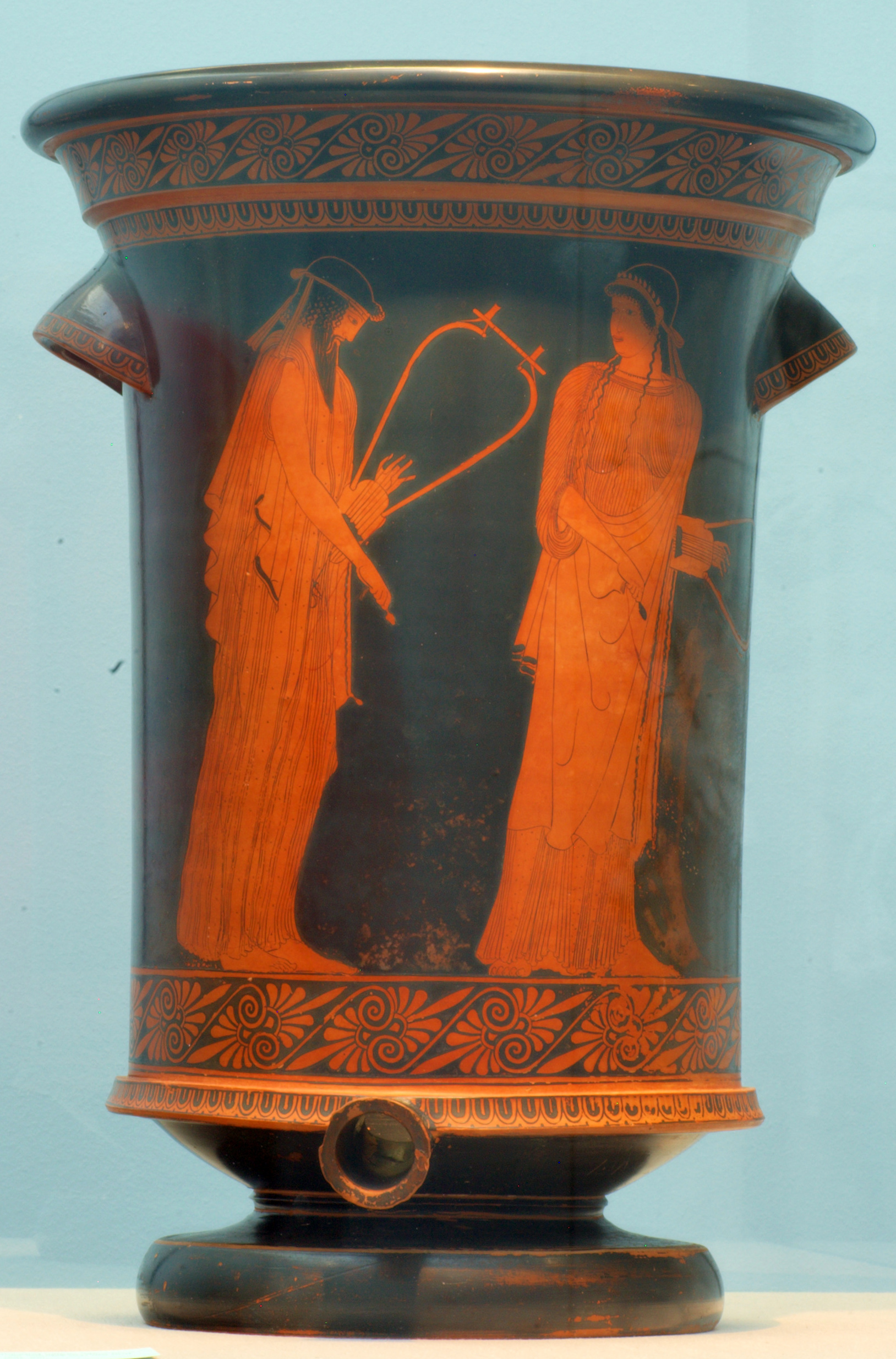
Alceo de Mitilene y Safo de Lesbos (Brygos Pintor, rojo ático kalathos, 470 a. C.)

La lírica griega es el cuerpo de poesía lírica escrita en dialectos de griego antiguo. Está principalmente asociada con los siglos VII  al V a. C., a veces llamada la "Edad Lírica de Grecia", pero continuado su escritura durante los períodos helenístico e imperial. Lírica es una de tres categorías generales de la poesía de la antigüedad clásica, junto con el drama y la épica, según el esquema de las "formas naturales de la poesía" desarrollada por Goethe a principios del siglo XIX . (El drama está considerado una forma  de poesía aquí porque la tragedia y la comedia estaban escritas en verso en Grecia antigua). 
Culturalmente, la lírica griega es el producto  del medio político, social e intelectual de la polis ("ciudad-estatal").
Mucho de la lírica griega es poesía ocasional, compuesta para representación pública o privada para un solista o coro para marcar ocasiones particulares. El simposio (banquete) era un escenario en el que los poemas líricos eran actuados. "Lírico" indica que estos poemas estuvieron concebidos como perteneciendo a la tradición de la poesía cantada o acompañada de la lira, también conocida como poesía melódica (de melos, "canción"). Investigaciones modernas de "la lírica griega" a menudo incluyen poemas cortos compuestos para circunstancias o propósitos similares que no fueran estrictamente "letras de canciones" en el sentido moderno, como elegías y yambos. Pero, los propios griegos antiguos no incluían las elegías ni los yambos en la poesía lírica, una vez que eran compuestos en diferentes metros y diferían en los instrumentos musicales. El Edinburgh Companion to Ancient Greece and Rome recuerda que 

[...] las diferentes categorías no son comparables ya que apuntan a diferentes aspectos de la poesía: 'mélico' es una definición musical, 'elegía' es una definición métrica, mientras que 'yambo' se refiere a un género y sus características temáticas. [...] El hecho de que estas categorías sean artificiales y potencialmente engañosas debería impulsarnos a acercarnos a la poesía lírica griega con una mente abierta, sin preconcepciones sobre qué 'tipo' de poesía estamos leyendo.

Los poemas líricos griegos celebran victorias atléticas (epinikia), evocan a los muertos, exhortan a los soldados a tener valor y ofrecen devoción religiosa en las formas de himnos, peanes y ditirambos. Las Partheneia eran cantadas por coros de jóvenes mujeres en los festivales. Los poemas de amor alaban al amado, expresan el deseo incumplido, profieren seducciones o culpan al amante anterior de la ruptura. En este último tono, la poesía amorosa podía convertirse en invectiva, un ataque poético apuntado a insultar o avergonzar a un enemigo personal, un arte en el que Arquíloco, el más temprano poeta lírico griego conocido, fue un maestro. Los temas de lírica griega incluyen "política, guerra, deportes, bebida, dinero, juventud, vejez, muerte, el pasado heroico, los dioses", así como amor heterosexual y homosexual.
En el siglo III a. C., el movimiento enciclopédico de Alejandría instauró el canon de los nueve poetas líricos: Alceo de Mitilene, Alcmán, Anacreonte, Baquílides, Íbico, Píndaro, Safo de Mitilene, Simónides de Ceos y Estesícoro. Solo una muestra pequeña de poesía lírica de la Grecia Arcaica, el periodo cuándo primero floreció, sobrevive. Por ejemplo, los poemas de Safo de Mitilene conformaban nueve rollos de papiro en la Biblioteca de Alejandría, el primero de los cuales contenía más de 1 300 versos. Por el contrario, en la actualidad solo uno de los poemas de Safo existe completo, y los fragmentos de los demás poemas conservados a duras penas completarían un folleto.

## Metros
Los metros de la poesía griega están basados en patrones de sílabas largas y cortas y la poesía lírica está caracterizada por una gran variedad de formas métricas. Aparte del cambio entre sílabas largas y cortas, la tensión tiene que ser considerada cuándo se lee poesía griega. La interacción entre los cambios "métricos", las sílabas acentuadas y las cesuras es una parte integral de la poesía. Ello permite al poeta acentuar ciertas palabras y definir el significado del poema. 
Hay dos grandes divisiones en los metros de la poesía griega antigua: los metros líricos y los metros no-líricos. Los líricos, o sea, destinados a cantarse con la lira, son menos regulares que los no-líricos. Los versos están hechos de diferentes tipos de pies y pueden variar en tamaño. Algunos se usan para monodia (canto a solas), como los poemas de Safo e Anacreonte; otros se usan para cánticos e danzas corales, como los coros de la tragedia o las odas de Píndaro.
Los tipos de metros líricos son el jónico, el eólico (basado en el coriambo, que puede originar variados versos como el glicónio o la estrofa sáfica) y el dactilo-epitrito. Las canciones corales dóricas eran compuestas en formas triádicas complejas de estrofa, antiestrofa y epodo, con las primeras dos partes de la tríada teniendo el mismo patrón métrico, y el epodo una forma diferente.
En los metros no-líricos encontramos al hexámetro dactílico, al dístico elegíaco, a los metros yámbicos y trocaicos, entre otros. El trímetro yámbico y el troqueo tetramétrico alterna sílabas cortas y largas. Los metros yámbicos estuvieron pensados para reflejar más estrechamente los ritmos del griego hablado en la vida diaria, y era así el metro utilizado para diálogo en obras teatrales griegas del siglo V a. C.. Antes, era normalmente utilizado para la invectiva o la sátira, como sugiere la palabra iambos, que significa parodia, y el hecho de ser encontrado en Arquíloco e Hiponacte. Semonides de Amorgos uso trímetro yámbico tanto para su "sátira misógina de mujeres" como para su poema acerca de "la vanidad de los deseos humanos."
En el dístico elegíaco la primera línea es un hexámetro dactílico, la forma de verso utilizada para la poesía épica tanto en la literatura griega como latina, la división entre elegía y épica es permeable. Temas militares y didácticos pueden ser tratados en dísticos elegíacos, a partir de convenciones poéticas de la épica.